# Jeanette Winterson
Jeanette Winterson, OBE (Manchester, 27 d'agost de 1959) és una escriptora anglesa, famosa pel seu primer llibre, Oranges Are Not The Only Fruit, una novel·la semiautobiogràfica sobre una adolescent sensible en rebel·lia contra les normes convencionals. Algunes de les seves altres novel·les han explorat les polaritats de la identitat sexual i de gènere. Ha guanyat dues vegades el Premi Literari Lambda, centrat en temes LGTB.

## Obra
- Oranges Are Not the Only Fruit (1985)
- Boating for Beginners (1985)
- Fit For The Future: The Guide for Women Who Want to Live Well (1986)
- The Passion (1987) La passió (Columna 1988; Periscopi 2019) Traducció de Dolors Udina
- Sexing the Cherry (1989)
- Oranges Are Not The Only Fruit: the script (1990)
- Written on the Body (1992) Escrit al cos (Periscopi 2024) Traducció Bel Olid
- Art & Lies: A Piece for Three Voices and a Bawd (1994)
- Great Moments in Aviation: the script (1995)
- Art Objects. Essays in Ecstasy and Effrontery (1995)
- Gut Symmetries (1997)
- The World and Other Places (1998)
- The PowerBook (2000)
- The King of Capri (2003)
- Lighthousekeeping (2004)
- Weight (2005)
- Tanglewreck (2006)
- The Stone Gods (2007)
- The Battle of the Sun (2009)
- Ingenious (2009)
- The Lion, The Unicorn and Me: The Donkey's Christmas Story (2009)
- Why Be Happy When You Could Be Normal? (2011) Per què ser feliç quan podries ser normal? (Periscopi, 2021) Traducció de Dolors Udina
- The Daylight Gate (2012)
- The Gap of Time (2015)
- Christmas Days: 12 Stories and 12 Feasts for 12 Days (2016)[3]
- Courage Calls to Courage Everywhere (2018)
- Frankissstein: A Love Story (2019)[4] Frankisstein (Periscopi, 2019) Traducció de Dolors Udina